# Radio Teddy
Radio Teddy est une radio privée allemande de Berlin et du Land de Brandebourg.

## Programme
Radio Teddy se veut une radio pour toute la famille, en particulier les enfants. Le matin de 6 h à 9 h est axée sur la famille, le midi pour les jeunes parents, l'après-midi pour les enfants de l'école primaire, puis de 15 à 19 h pour toute la famille. Après 20 heures, la radio se tourne vers les parents pour parler entre adultes.
Par ailleurs, la radio applique son propre règlement sur la publicité : pas plus de six minutes par heure, pas d'annonces pour l'alcool, les médicaments ou les sonneries de téléphone portable.

## Histoire
Parmi les inventeurs, il y a Uly Köhler et Uwe Schneider, l'ancien directeur des programmes de Sachsen Funkpaket (il possède toujours 5 % des participations). Radio Teddy émet pour la première fois le 16 mars 2006. Elle émet d'abord sur Berlin de 6 h à 21 heures en partagent l'antenne avec Motors FM.
Bien que Radio Teddy soit une radio privée, elle reçoit le soutien de l'audiovisuel public. Plus d'un quart de la chaîne pour enfants appartient à Askania Media Filmproduktion, une filiale à 100 % d'Odeon Film, qui est en relation avec Bavaria Film, laquelle société travaille le plus souvent pour la WDR, la MDR et la SWR. Par la suite, Burda prend davantage de participation. Radio Teddy est désormais uniquement une radio privée. Elle est maintenant détenue par  IR Holding Gmbh, qui exploite également BB Radio.
En décembre 2010, sa fréquence à Berlin change (on peut entendre sur l'ancienne fréquence JazzRadio 106.8).

## Audience
Techniquement, la radio peut atteindre 17 millions de foyers. Selon Media-Analyse, au second trimestre 2014, ils étaient 236 000. Les enfants de moins de 10 ans ne sont pas comptabilisés.